# Copal

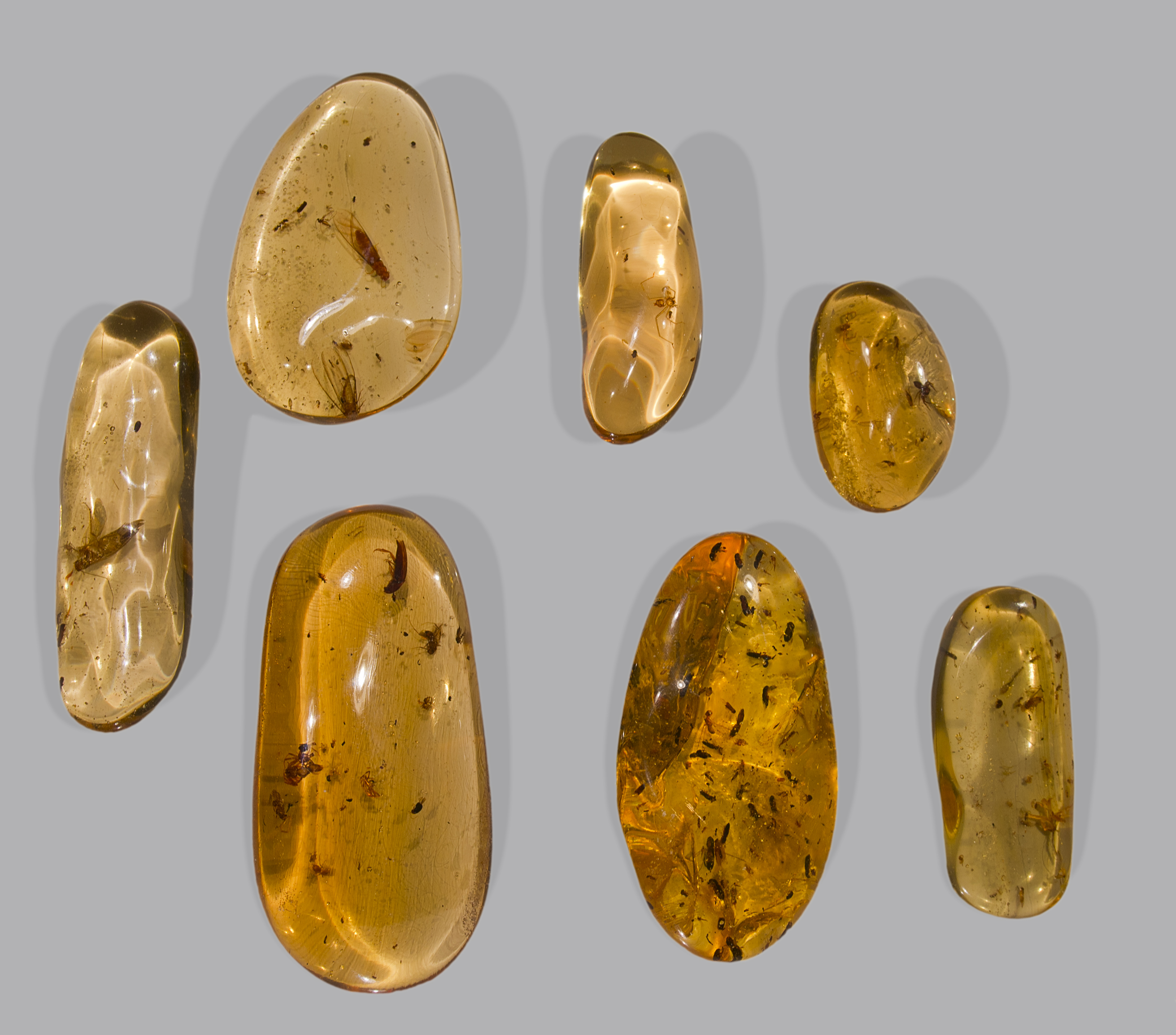
Copal de Madagascar.

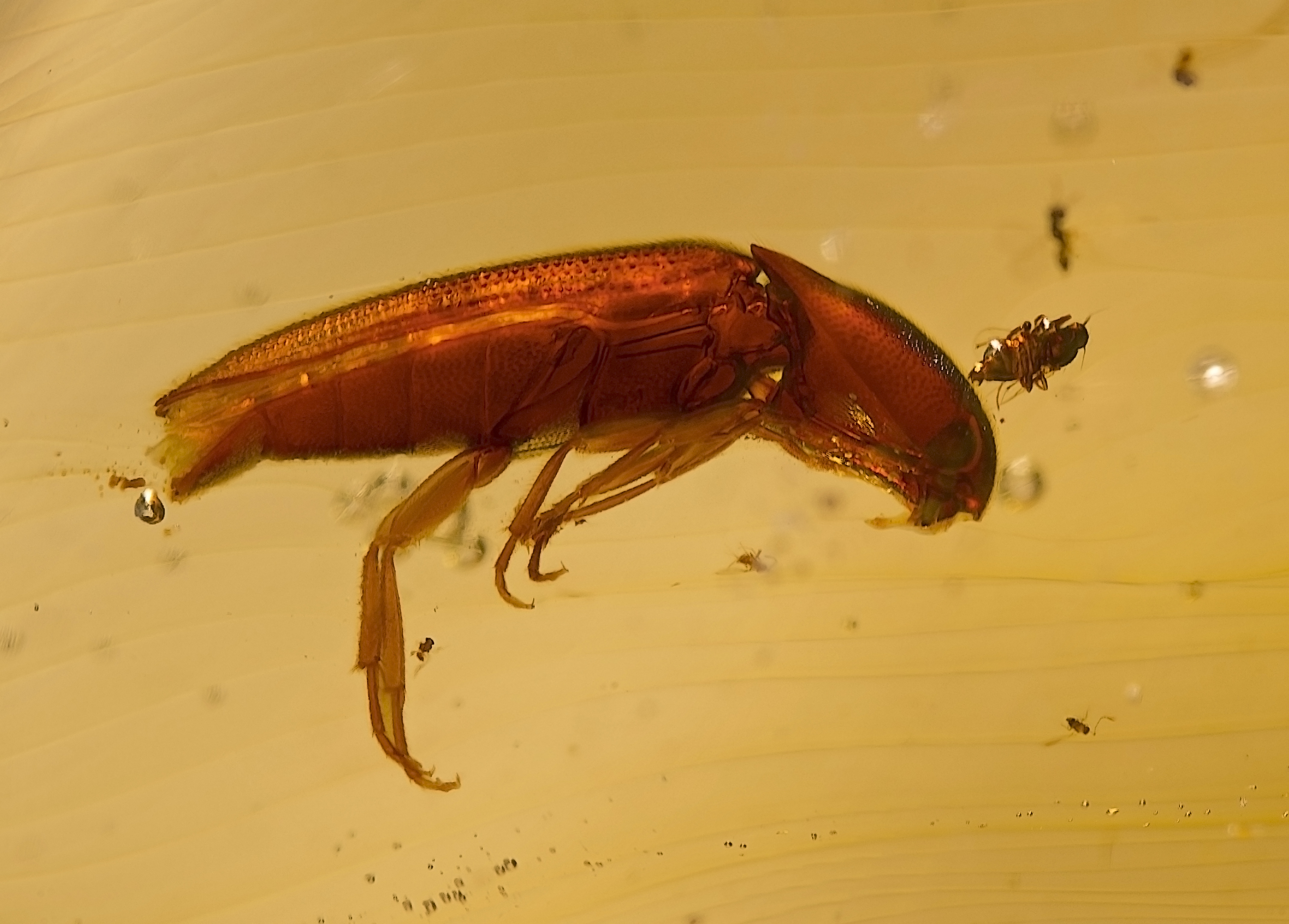
Elateridae (Madagascar).

Le copal est une résine semi-fossile, ou sub-fossile, que l'on trouve principalement en Afrique et en Inde mais aussi en Amérique. Proche de l'ambre, mais généralement plus clair, il est également utilisé comme gemme pour la confection de bijoux.
Copal est un terme issu du nahuatl et signifie « encens » dans cette langue. Les cultures indigènes du Mexique s'en servaient lors de la célébration de rituels religieux. C'est cependant en Afrique que l'on trouve les principaux gisements. L'Égypte antique utilisait le copal pour fabriquer des bijoux. Toutankamon portait des anneaux ornés de scarabées de copal.
Il est aussi utilisé en ébénisterie, additionné de diverses substances (élémi, camphre, benjoin), dilué dans de l'alcool et passé au pinceau pour obtenir un brillant similaire au vernis au tampon (gomme-laque).

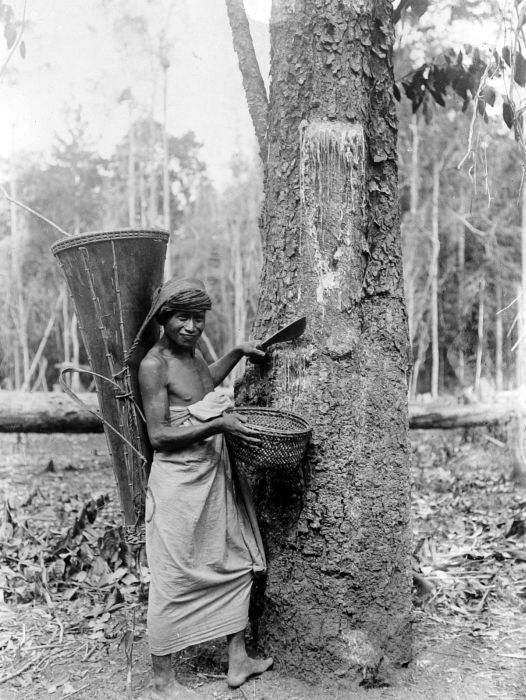
Récolte de copal sur l'île de Célèbes, avant 1940. Tropenmuseum

## Différences entre ambre et copal
Le copal est qualifié d'ambre « jeune » à juste titre : la seule différence entre les deux se trouve dans leur état de polymérisation. Une résine actuelle et durcie est immédiatement considérée comme étant du copal. Au fil du temps, les molécules qui la composent se réorganisent pour constituer des macromolécules, devenant progressivement un polymère qui pourra, à plus ou moins long terme, être considéré comme étant de l'ambre. Les éventuelles différences de couleur ne constituent pas un critère de différenciation.
Le copal est généralement soluble dans l'alcool alors que l'ambre ne l’est pas.
Une idée reçue voudrait que l'ambre soit issue de la résine de Gymnospermes (conifères), et que le copal soit issu de celle d'Angiospermes (légumineuses et plantes à fleurs). C'est faux : l'ambre du Chiapas, au Mexique (indubitablement considéré comme de l'ambre par l'ensemble de la communauté scientifique), s'est formée dans un environnement de type mangrove. La production de cette résine fossile (Miocène inférieur et moyen) est attribuée à l'espèce éteinte Hymenaea mexicana, espèce d'Angiospermes de la famille des Fabaceae.
Comme le montre la photo ci-contre, le copal peut être obtenu directement de certains végétaux vivants. Édouard Heckel a noté en 1902 la présence de cette résine dans les fruits et, en moindre quantité, dans l'écorce du Dipteryx odorata Wild (en).

## Gisements

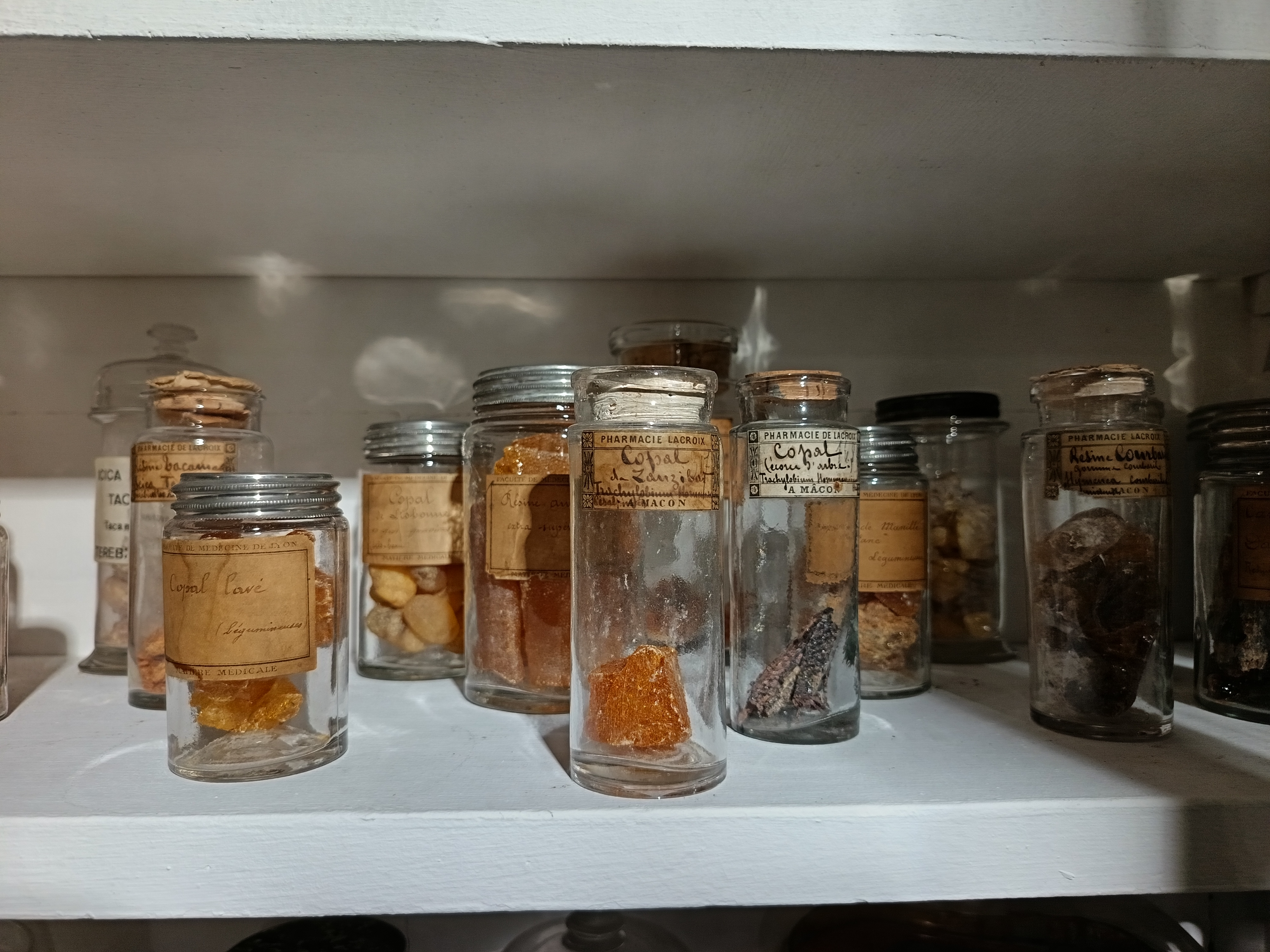
Collection de copals dans un droguier où il était utilisé comme médicament.

- Collection de copals dans un droguier où il était utilisé comme médicament.Afrique de l'Est

Tanzanie, Mozambique, Madagascar, Zanzibar
- Afrique de l'Ouest et Afrique centrale

Sierra Leone, Bénin, Niger, Cameroun, Congo, Angola
- Amérique du Nord

Mexique
- Amérique du Sud

Colombie, République dominicaine
- Asie

Indonésie, Sumatra, Thaïlande, Malaisie, Manille
- Europe

France
- Océanie

Nouvelle-Zélande (Kauri)

## Beaux-arts
La résine de copal est utilisée pour la confection de médiums oléo-résineux et de vernis. 